# Goli Stroessner
Alfredo Gustavo «Goli» Stroessner Domínguez (Asunción, 10 de junio de 1967) es un ganadero, empresario y político paraguayo. A través de su madre, Graciela Stroessner, es nieto del dictador paraguayo Alfredo Stroessner, siendo su descendiente más mediático e influyente.
Fue senador nacional del 2008 al 2013, por el Partido Colorado, asociación política en la que influye como mayor representante del neostronismo. Ha abogado por la repatriación de los restos de su abuelo, un tema sujeto a controversia en su país.

## Familia

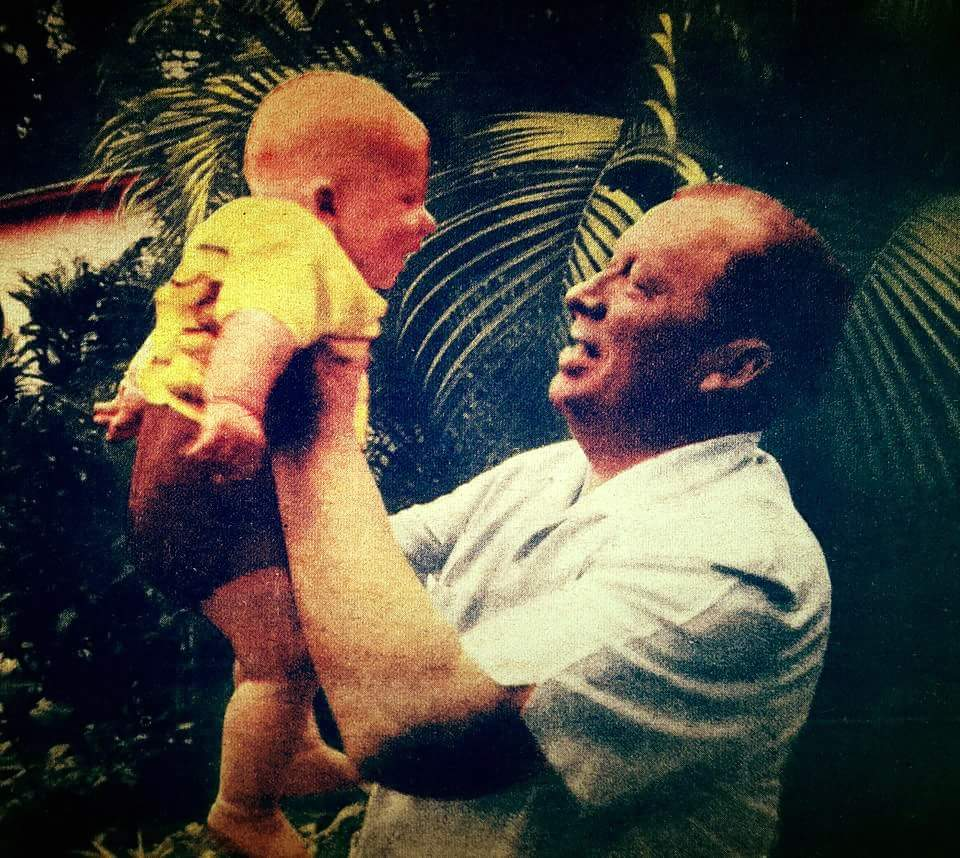
Stroessner bebé, siendo sostenido por su abuelo homónimo, 1967.

Alfredo Gustavo Stroessner Domínguez nació en Asunción el 10 de junio de 1967, hijo de Humberto Domínguez Dibb y Graciela Stroessner. Decidió usar el apellido de su madre, en honor a su abuelo, el dictador Alfredo Stroessner.

## Trayectoria política
En 2005 apoyó a su tío, Osvaldo Domínguez Dibb, como candidato a presidente del Partido Colorado. La candidatura falló, pero el movimiento interno del partido liderado por Stroessner, Paz y Progreso (lema del gobierno de su abuelo), tuvo el apoyo suficiente para presentarse a las siguientes elecciones.
La ideología principal del movimiento Paz y Progreso era el neostronismo, es decir, la reivindicación del exdictador (quien entonces estaba vivo), su gobierno y su figura. Además, era de corte fuertemente antinicanorista. A pesar de esto último, Stroessner llegó a hacer las paces con el presidente Duarte Frutos en el 2007, diciendo que reivindicaba la doctrina del partido.
En las elecciones generales del 2008 fue electo senador, cargo que ocupó hasta el 2013.